# Де Буасроль-Буавильер, Орель Жан
Орель Жан де Буасроль-Буавильер (фр. Aurèle Jean de Boisserolle-Boisvilliers; 1764—1829) — французский военный деятель, бригадный генерал (1813 год), участник революционных и наполеоновских войн.

## Биография
Родился в семье графа и советника Счётной палаты Монпелье Франсуа де Буасроля, сеньора Буавильера (фр. François Xavier Jean Louis de Boisserolle, Seigneur Boisvilliers; 1713—1793) и его супруги Элизабет Ло де Лористон, маркизы Буавильер (фр. Elisabeth Jeanne Law de Lauriston, Marquise de Boisvilliers; 1725—1799), которая была племянницей известного финансиста Ло. С 1794 года был женат на Маргарите д’Атаньер де Вассаль (фр. Marie Marguerite Catherine d'Astanières de Vassal; 1775—1846). Образование получил в Шотландском колледже.
1 апреля 1782 года поступил на военную службу лейтенантом Люксембургского легиона, в составе которого участвовал с 1782 по 1783 год в войне с Англией в Вест-Индии. Вернувшись во Францию, в феврале 1784 года он был представлен мадам, тёте короля и 2 апреля 1785 года принят в Королевский дом в ранге лейтенанта Телохранителей. После роспуска корпуса 12 сентября 1791 года эмигрировал из Франции. Его мать была вынуждена скрываться, а сестры были заключены в тюрьму. Поддавшись уговорам старого отца и трепеща за судьбу своей семьи, он, заглушив опасения, которые мог дать ему эмигрантский титул, вернулся во Францию и удалился к отцу, в департамент Гар. Однажды в него одновременно выстрелили дюжина крестьян, и по невероятному обстоятельству он даже не был ранен. Верили ли эти фанатичные люди в чудо, или по другой причине, их ярость сменилась энтузиазмом, и когда на защиту границ Пиренеев была призвана национальная гвардия страны, они 1 ноября 1793 года избрали Буасроля капитаном и командиром 8-го батальона волонтёров департамента Гар. Приехав в Каталонию, превосходные познания в математике и рисовании, которыми он обладал, естественно, заставили его принять решение стать частью инженерного корпуса. Буасроль был определён в штаб Армии Восточных Пиренеев. В 1797 году возвратился в Париж. 25 сентября 1799 года был назначен адъютантом генерала Менара в Итальянской армии. В 1800 году служил при штабе 17-го военного округа, после чего был послан с депешами в Египет к главнокомандующему Восточной армии генералу Клеберу. В мае 1801 года возвратился во Францию, 15 июня 1801 года получил звание командира батальона. 20 сентября 1801 года стал командиром эскадрона 24-го легиона жандармерии, и одновременно командир жандармерии департамента Буш-дю-Рон. 2 декабря 1804 года присутствовал на коронации Императора в соборе Нотр-Дам. 20 сентября 1806 года был определён в резерв.
22 мая 1807 года возвратился к активной службе с назначением в штаб Армии Далмации. С 8 января 1808 года исполнял обязанности начальника штаба 2-й пехотной дивизии генерала Клозеля Армии Далмации. Отличился в кампании 1809 года. 13 октября 1809 года был произведён в полковники штаба. 2 мая 1811 года был назначен начальником штаба пехотной дивизии генерала Дельзона. 2 января 1812 года данная дивизия получила 13-й номер, и была включена в состав 4-го корпуса вице-короля Богарне Великой Армии. Генерал принимал участие в Русской кампании 1812 года. Сражался при Бородино, Малоярославце, Вязьме, Дорогобуже, Красном и Березине. В ходе бедственного отступления армии сильно обморозил ноги и был спасён неизвестным гренадером, который нашёл полковника в снегу, разжал зубы ножом, влил несколько глотков водки и принёс на своих плечах во французский лагерь.
3 февраля 1813 года вернулся в Париж. 14 апреля 1813 года присоединился к 5-му армейскому корпусу. 19 мая был ранен у Айхберга. 4 июня 1813 года получил звание бригадного генерала, и с 4 июля по 22 августа 1813 года командовал 2-й бригадой 17-й пехотной дивизии генерала Пюто 5-го корпуса генерала Лористона в Силезии. Отличился при захвате и удержании деревни небольшим количеством солдат, в ходе которого не потерял ни одного человека. 22 августа 1813 года возвратился во Францию вследствие расстроенного здоровья. С 19 марта по 24 июня 1814 года служил в составе Лионской армии.
С 15 апреля по 12 августа 1815 года был командующим департамента Кальвадос. После второй Реставрации вышел 9 сентября 1815 года в отставку и полностью посвятил себя изучению современных и древних языков, составил грамматику и словарь санскрита. Эта потрясающая работа является результатом его глубоких знаний не только живых европейских языков, но и всех мертвых языков.
Его вкус к поэзии и способность писать стихи не мешали ему иметь очень обширные познания в математике. Он изобрел машину, которая быстро передвигалась, используя хитроумный механизм, который мог передвигать даже ребёнок. Он намеревался подарить Императору этот шедевр; но его идеи, как и идеи Роберта Фултона не были оценены. Друзья г-на Буасроля, среди которых был принц Эжен де Богарне, убеждали его дождаться более благоприятных обстоятельств.
Умер 29 апреля 1829 года в Париже в возрасте 64 лет.

## Воинские звания
- Лейтенант (1 апреля 1782 года);
- Капитан (1 ноября 1793 года);
- Командир батальона (15 июня 1801 года);
- Полковник штаба (13 октября 1809 года);
- Бригадный генерал (4 июня 1813 года).

## Награды
Легионер ордена Почётного легиона (14 июня 1804 года)
 Офицер ордена Почётного легиона (31 июля 1813 года)
 Кавалер военного ордена Святого Людовика (26 октября 1814 года)